# Глутня
Глутня — река в России, протекает по Тульской области. Левый приток реки Упы.
Место битвы с татарами в 1517 году.

## География
Река Глутня берёт начало в лесах у деревни Труфаново. Течёт на запад. Устье реки находится в 114 км от устья Упы. Длина реки составляет 18 км, площадь водосборного бассейна — 83,3 км².
В низовьях Глутни на ней устроены пруды рыбхоза «Воскресенский».

## Данные водного реестра
По данным государственного водного реестра России относится к Окскому бассейновому округу, водохозяйственный участок реки — Упа от истока и до устья, речной подбассейн реки — Бассейны притоков Оки до впадения Мокши. Речной бассейн реки — Ока.
Код объекта в государственном водном реестре — 09010100312110000019298.